# St. Marienhospital Vechta
Das St. Marienhospital Vechta ist eine Einrichtung der kirchlichen Stiftung Schwester Euthymia und stellt die medizinische Grundversorgung vor allem im Landkreis Vechta sicher.

## Geschichte
Auf Initiative des damaligen Vechtaer Pfarrers Engelbert Wulf, der Seelsorger an der Strafanstalt und Lehrer am Gymnasium Antonianum war, wurde in der Mitte des 19. Jahrhunderts in Vechta eine „Heilanstalt“ errichtet. Das Gründungsdatum ist der 7. November 1851, denn damals begannen Schwester Anna und Schwester Emilia vom Orden der in Münster ansässigen Clemensschwestern ihren Dienst in der ambulanten Krankenpflege.
Weil die zuständige Regierung des Großherzogs von Oldenburg jegliche Unterstützung ablehnte, erbrachte erst der von Wulf initiierte Spendenaufruf des Bischofs Johann Georg von Münster die notwendige finanzielle Absicherung des Vorhabens. Da noch kein eigenes Gebäude für das Hospital existierte, wurden an der Vechtaer Großen Straße ein Haus und zwei bescheidene Stuben für den Pflegedienst angemietet.
Das erste Krankenhaus in Vechta wurde in der Marienstraße im Jahr 1852 genau auf dem Areal des heutigen St. Marienhospitals errichtet und 1853 kirchlich eingeweiht. Dort gab es für 30 Patienten vier große und vier kleine Zimmer sowie einen Operationssaal und ein Badezimmer. Weil immer mehr Erkrankte den Pflegedienst des Hospitals nutzen wollten, musste die Anzahl der Krankenschwestern schrittweise deutlich erhöht werden. Gleichzeitig entstanden 1885 und 1893 zwei Erweiterungsbauten. In den Jahren 1910 bis 1912 folgten sieben neue Krankenzimmer, ein neues Waschhaus, eine Leichenhalle, eine Kapelle mit Sakristei, ein Röntgenzimmer sowie eine Isolierabteilung. Im Ersten und im Zweiten Weltkrieg wurde das Hospital als Lazarett von der Wehrmacht genutzt. Wegen des stark gestiegenen Bedarfs an Krankenhausbetten gab es in der Nachkriegszeit weitere An- und Umbaumaßnahmen.
Außerdem wurden Fachärzte hauptamtlich angestellt für die neu gegründeten Hauptabteilungen Chirurgie, Innere Medizin, Anästhesie sowie Gynäkologie und Geburtshilfe. Neben einer Intensivstation entstanden neue Belegabteilungen für Kinder- und Augenerkrankungen, für die Orthopädie und für Hals-Nasen-Ohrenerkrankungen.
Weil das Krankenhaus wegen steigender Patientenzahlen vergrößert werden musste, wurden in den 1960er Jahren ein Schwesternwohnheim, eine Krankenpflegeschule und ein Erweiterungsbaus mit 39 Betten errichtet. Im Jubiläumsjahr 2001 waren insgesamt 730 Mitarbeitende, darunter 57 Ärzte sowie ca. 300 Pflegekräfte, angestellt. In den folgenden Jahren erforderte der steigende Bedarf an Patientenbetten mehrere Erweiterungsbauten.
Die Krankenhausleitung gründete eine gemeinnützige GmbH, schloss das Hospital der Stiftung Schwester Euthymia an, sicherte dadurch den Standort Vechta und bekommt Fördermittel vom Bundesland Niedersachsen.
In der Gegenwart bietet das Krankenhaus mit 310 Betten in 13 Stationen eine gehobene Grund- und Regelversorgung für die Bevölkerung in der Region Vechta. Jährlich werden über 18.000 Patienten stationär und ca. 47.000 ambulant von über 100 Ärzten und weit über 300 Pflegekräften behandelt (Stand: November 2023). 
Die Abteilung Geburtshilfe in der Frauenklinik für die jährlich etwa 1.500 Geburten im St. Marienhospital Vechta ist ein „sogenanntes Level 1-Perinatalzentrum“ für das Oldenburger Münsterland. Dabei erfüllt das Krankenhaus die höchste Anforderungsstufe als Maximalversorger durch Integration der Kinderklinik und der Intensivstation für die jährlich etwa 600 kranken Früh- und Neugeborenen.
Das St. Marienhospital ist ein akademisches Lehrkrankenhaus der Medizinischen Hochschule Hannover.

## Abteilungen
Das St. Marienhospital Vechta umfasst die nachfolgend aufgeführten Medizinischen Kliniken und Kompetenzzentren (Stand: Dezember 2024):

### Medizinische Kliniken
- Klinik für Akut- und Rehabilitationsgeriatrie
- Klinik für Allgemein- und Viszeralchirurgie
- Klinik für Anästhesie & Intensivmedizin
- Klinik für Dermatologie
- Klinik für Frauen
- Klinik für Gastroenterologie
- Klinik für Hämatologie, Onkologie & Palliativmedizin
- Klinik für Kardiologie
- Klinik für HNO, Kopf- und Halschirurgie, Plastische Operationen
- Klinik für Kinder- & Jugendmedizin
- Klinik für Nephrologie
- Klinik für Orthopädie und Unfallchirurgie
- Klinik für Prokto-Chirurgie und Pilonidalsinus
- Klinik für Radiologie
- Klinik für Viszeralmedizin
- Klinik für Zentrale Notaufnahme

### Kompetenzzentren
- Brustzentrum
- Darmzentrum
- Endoprothetikzentrum
- Geriatrisches Zentrum
- HNO-Kompetenzzentrum
- Kompetenzzentrum für Koloproktologie
- Kompetenzzentrum Niere Lohne / Vechta
- Nephrologisches Zentrum
- Perinatalzentrum
- Traumazentrum
- Zentrum für Viszeralmedizin

## Erweiterung zu einem Zentralklinikum
Bis 2035 soll das St. Marienhospital Vechta mit dem nur knapp 10 Kilometer entfernt liegenden St. Franziskus-Hospital in Lohne zu einem neuen Zentralklinikum in der Innenstadt von Vechta verbunden werden. Nach der Bekanntmachung der Pläne 2019 und erneut im Spätherbst 2024 gab es viel Streit über den genauen Standort. Die Leitung der Stiftung Schwester Euthymia bevorzugte vor allem aus Kostengründen die Innenstadt von Vechta. Dabei sollen auf fast allen Gebäuden des aktuellen St. Marienhospitals zwei neue Stockwerke errichtet werden.
Die Gegner dieses Bauplatzes wünschten sich ein neugebautes Zentralklinikum „auf der grünen Wiese“ am Stadtrand von Vechta, weil der geplante Standort in der Innenstadt viele neue Probleme schaffen und das dortige Verkehrschaos deutlich verschärfen würde. Nachteilig während der etwa zehnjährigen Bauphase wären auch große Behinderungen der Arbeit des Personals sowie massive Lärmstörungen für die Patienten sowie für die Schüler von zwei Gymnasien in unmittelbarer Nachbarschaft.
Zusammenfassend wird die geplante Erweiterung des St. Marienhospitals zu einem Zentralklinikum in der Innenstadt vom Chefredakteur der regionalen Tageszeitung nur als „die drittbeste Lösung“ bezeichnet. Aber in letzter Instanz muss der Stadtrat von Vechta den genauen Standort vom Zentralklinikum beschließen.